# Toi que j'adore
Pour plus de détails, voir Fiche technique et Distribution.
Toi que j'adore est un film franco-allemand réalisé en 1933 par Géza von Bolváry et Albert Valentin, sorti en 1934.
C'est le version française du film allemand Ich kenn' dich nicht und liebe dich réalisé par Géza von Bolváry en 1933 avec dans les rôles principaux Magda Schneider, Willi Forst et Max Gülstorff.

## Synopsis
Intrigué par la photographie d'une femme qu'il a vu dans un magazine de variété,  un compositeur se fait engager comme majordome dans la villa familiale de cette dernière sur la Côte d’Azur pour en apprendre davantage.

## Fiche technique
- Réalisation : Géza von Bolváry et Albert Valentin
- Scénario : Walter Jerven, Hans Rameau
- Dialogue français : Albert Valentin
- Décors : Emil Hasler et Arthur Schwarz
- Photographie : Bruno Mondi
- Montage : Hermann Haller
- Musique : Franz Grothe
- Sociétés de production : Boston Film, Films Sonores Tobis (France), Tobis Filmkunst (Allemagne)
- Pays d'origine :  France -  Reich allemand
- Langue : français
- Format : Noir et blanc - 1,37:1 - 35 mm - son mono
- Genre : Comédie
- Durée : 91 minutes[3]
- Dates de sortie en France
  - 9 mars 1934[4] Ce film était à l'affiche du Maillot Palace le lundi 30 avril 1934.
  - 1er juin 1934[5]
- Affiche : Jean-Adrien Mercier

## Distribution
- Jean Murat - Jean Forestier
- Edwige Feuillère 	- Jaqueline Boulanger
- Violaine Barry - Suzanne
- Henry Houry - Baron du Froicq
- Georges Saillard 	- Félix
- Charles Dechamps - Henri Rodenberg
- Georgette Delmarès
- Denoix
- Angelo Ferrari
- Imac
- Pierre Juvenet
- Frank O'Neill
- Pierre Piérade
- Pierre Sergeol
- Targol

## Article annexe
- Liste de longs métrages allemands créés sous le Troisième Reich